# Trogus vulpinus
Trogus vulpinus är en stekelart som beskrevs av Johann Ludwig Christian Gravenhorst 1829. Trogus vulpinus ingår i släktet Trogus och familjen brokparasitsteklar. Inga underarter finns listade i Catalogue of Life.